# Чемпіонат світу з футболу 2014 (кваліфікаційний раунд, УЄФА, плей-оф)
У другому раунді кваліфікації (який часто називають плей-оф) найкращі вісім збірних, що посіли другі місця у відбіркових групах, будуть виборювати чотири путівки на чемпіонат світу 2014 року. Переможці кожної з чотирьох сформованих за результатами жеребкування пар приєднаються до інших учасників фінальної частини чемпіонату світу у Бразилії.

## Рейтинг збірних, що зайняли 2 місце в групі
| Група | Збірна (Рейтинг) | І | В | Н | П | ЗГ | ПГ | +/- | О  |
| ----- | ---------------- | - | - | - | - | -- | -- | --- | -- |
| G     | Греція (12)      | 8 | 6 | 1 | 1 | 9  | 4  | +5  | 19 |
| I     | Франція (25)     | 8 | 5 | 2 | 1 | 14 | 6  | +8  | 17 |
| F     | Португалія (11)  | 8 | 4 | 3 | 1 | 15 | 8  | +7  | 15 |
| H     | Україна (26)     | 8 | 4 | 3 | 1 | 11 | 4  | +7  | 15 |
| C     | Швеція (22)      | 8 | 4 | 2 | 2 | 15 | 13 | +2  | 14 |
| E     | Ісландія (54)    | 8 | 4 | 2 | 2 | 15 | 14 | +1  | 14 |
| D     | Румунія (31)     | 8 | 4 | 1 | 3 | 11 | 12 | −1  | 13 |
| A     | Хорватія (10)    | 8 | 3 | 2 | 3 | 9  | 6  | +1  | 11 |
| B     | Данія (64)       | 8 | 2 | 4 | 2 | 9  | 11 | -2  | 10 |

## Жеребкування
Жеребкування відбулося у Цюриху, (Швейцарія 21 жовтня 2013 року. Вісім команд були розділені на два кошика за жовтневим рейтингом ФІФА. Найкращі чотири команди потрапили до кошика А, а інші чотири — у Б. На урочистій церемонії були представлені делегати з ФІФА, УЄФА та національних команд, що потрапили до другого раунду кваліфікації. А тягнути жереб запросили відомого колишнього швейцарського футболіста, Александера Фрая. За результатами жеребу Португалія має зустрітися зі Швецією, Україна з Францією, Греція з Румунією, а Ісландія з Хорватією.
| Кошик A    | Кошик A      |
| Збірна     | Рейтинг ФІФА |
| ---------- | ------------ |
| Португалія | 14           |
| Греція     | 15           |
| Хорватія   | 18           |
| Україна    | 20           |

| Кошик B  | Кошик B      |
| Збірна   | Рейтинг ФІФА |
| -------- | ------------ |
| Франція  | 21           |
| Швеція   | 25           |
| Румунія  | 29           |
| Ісландія | 46           |

## Матчі
Перші матчі відбудуться 15 листопада 2013 року, матчі-відповіді — 19 листопада.
| Команда 1  | Заг. | Команда 2 | 1-й матч | 2-й матч |
| ---------- | ---- | --------- | -------- | -------- |
| Португалія | 4:2  | Швеція    | 1:0      | 3:2      |
| Україна    | 2:3  | Франція   | 2:0      | 0:3      |
| Греція     | 4:2  | Румунія   | 3:1      | 1:1      |
| Ісландія   | 0:2  | Хорватія  | 0:0      | 0:2      |

| 15 листопада 2013 19:45 UTC+0 |

| Португалія  | 1 – 0           | Швеція |
| ----------- | --------------- | ------ |
| Роналду 82' | Протокол(англ.) |        |

| Луж, Лісабон Арбітр: Нікола Ріццолі (Італія) |

| 19 листопада 2013 20:45 UTC+1 |

| Швеція               | 2 – 3           | Португалія            |
| -------------------- | --------------- | --------------------- |
| Ібрагімович 68', 72' | Протокол(англ.) | Роналду 50', 77', 79' |

| Френдс Арена, Стокгольм Арбітр: Говард Вебб (Англія) |

| 15 листопада 2013 21:45 UTC+2 |

| Україна                         | 2 – 0           | Франція |
| ------------------------------- | --------------- | ------- |
| Зозуля 61' Ярмоленко 82' (пен.) | Протокол(англ.) |         |

| НСК «Олімпійський», Київ Глядачів: 67 732‎ Арбітр: Джюнейт Чакир (Туреччина) |

| 19 листопада 2013 21:00 UTC+1 |

| Франція                              | 3 – 0           | Україна |
| ------------------------------------ | --------------- | ------- |
| Сако 22' Бензема 34' Гусєв 72' (аг.) | Протокол(англ.) |         |

| Стад де Франс, Париж Арбітр: Дамир Скомина (Словенія) |

| 15 листопада 2013 21:45 UTC+2 |

| Греція                            | 3 – 1           | Румунія    |
| --------------------------------- | --------------- | ---------- |
| Мітроглу 14', 66' Салпінгідіс 20' | Протокол(англ.) | Станчу 19' |

| Георгіос Караїскакіс, Пірей Глядачів: 28 200 Арбітр: Педру Проенса (Португалія) |

| 19 листопада 2013 21:00 UTC+2 |

| Румунія            | 1 – 1           | Греція       |
| ------------------ | --------------- | ------------ |
| Торосідіс 55' (аг) | Протокол(англ.) | Мітроглу 23' |

| Національний стадіон, Бухарест Арбітр: Милорад Мажич (Сербія) |

| 15 листопада 2013 19:00 UTC+0 |

| Ісландія | 0 – 0           | Хорватія |
| -------- | --------------- | -------- |
|          | Протокол(англ.) |          |

| Лаугардалсвеллюр, Рейк'явік Глядачів: 9 768‎ Арбітр: Альберто Ундіано Мальєнко (Іспанія) |

| 19 листопада 2013 20:15 UTC+1 |

| Хорватія               | 2 – 0           | Ісландія |
| ---------------------- | --------------- | -------- |
| Манджукич 27' Срна 47' | Протокол(англ.) |          |

| Максимір, Загреб Арбітр: Бйорн Кейперс (Нідерланди) |